# マーティン・マリガン

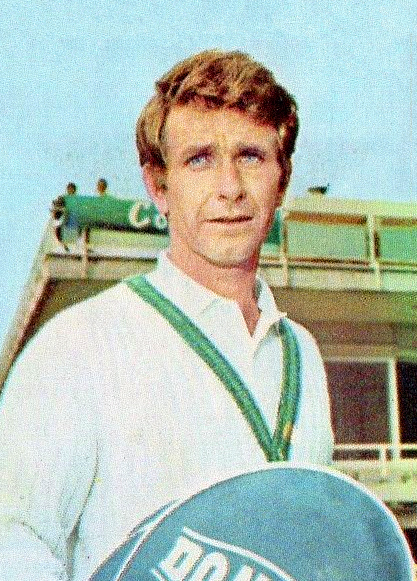
マーティン・マリガン

マーティン・マリガン（Martin Mulligan, 1940年10月18日 - ）は、オーストラリア・マリックビル出身の男子テニス選手。1962年のウィンブルドン選手権男子シングルス準優勝者。1970年の全日本テニス選手権男子シングルスで優勝したこともある。彼は「マーティー・マリガン」（Marty Mulligan）と呼ばれることも多い。
マリガンは1961年の全豪選手権男子ダブルスで、ロイ・エマーソンとペアを組んだ準優勝がある。マリガンとエマーソンは、決勝でロッド・レーバー＆ロバート・マーク組に 3-6, 5-7, 6-3, 11-9, 2-6 のフルセットで敗れた。この年に「オーストラリア・ローンテニス協会」が厳重な規定を設け、トップ選手たちが協会の許可なくオーストラリア国外のテニス・トーナメントに出場することを禁止した。無許可で海外試合に出た選手は、協会から追放されることが定められた。その翌年、1962年にマリガンはウィンブルドン選手権でノーシードから決勝に勝ち上がった。この大会では、ベスト4はマリガン、ロッド・レーバー、ニール・フレーザー、ジョン・フレーザーで、すべてオーストラリア勢であった。ウィンブルドンの男子シングルス4強にアメリカ勢が1人もいなかったのは、1922年以来40年ぶりだったという。マリガンは準決勝でジョン・フレーザーに 6-3, 6-2, 6-2 で快勝したが、決勝の舞台ではレーバーに 2-6, 2-6, 1-6 で完敗した。1962年はレーバーが1回目の「年間グランドスラム」を達成した年であり、マリガンは偉業の引き立て役の1人に回った。
マーティン・マリガンは「オーストラリア・ローンテニス協会」の追放規定に反対し、1964年にオーストラリアを離れてイタリアに移り住んだ。その後はローマに在住し、ヨーロッパ各地の試合で活躍した。1968年、マリガンは男子テニス国別対抗戦・デビスカップのイタリア代表選手として出場し、チーム内で9勝2敗の成績を出した。イタリア・チームは「ヨーロッパ・ゾーン」の決勝まで進んだが、対スペイン戦の最終第5試合でマリガンがマニュエル・オランテスとの試合を途中棄権してしまった。この年からATPツアーが発足し、マリガンは2つのプロツアー大会で優勝している。
それから2年後、マリガンは全日本テニス選手権で来日し、決勝で九鬼潤（法政大学）を 6-2, 6-3, 7-5 で破って優勝した。日本テニス協会による全日本テニス選手権の優勝記録表において、マリガンの国籍が「イタリア」（ITA）と記載されているのは、前述の事情による。 最盛期のオーストラリアを離れたマリガンは、1975年5月に現役を引退した。